# WTA Challenger de Limoges
O WTA Challenger de Limoges – ou Open BLS de Limoges, na última edição – é um torneio de tênis profissional feminino, de nível WTA 125.
Realizado em Limoges, no centro-oeste da França, estreou em 2014. Os jogos são disputados em quadras duras cobertas durante o mês de dezembro.

## Finais

### Simples
| Ano                                                         | Campeã                | Vice-campeã           | Resultado     |
| ----------------------------------------------------------- | --------------------- | --------------------- | ------------- |
| 2024                                                        | Viktorija Golubic     | Céline Naef           | 7–5, 6–4      |
| 2023                                                        | Cristina Bucșa        | Elsa Jacquemot        | 2–6, 6–1, 6–2 |
| 2022                                                        | Anhelina Kalinina     | Clara Tauson          | 6–3, 5–7, 6–4 |
| 2021                                                        | Alison Van Uytvanck   | Ana Bogdan            | 6–2, 7–5      |
| Torneio não realizado em 2020 devido à pandemia de COVID-19 |                       |                       |               |
| 2019                                                        | Ekaterina Alexandrova | Aliaksandra Sasnovich | 6–1, 6–3      |
| 2018                                                        | Ekaterina Alexandrova | Evgeniya Rodina       | 6–2, 6–2      |
| 2017                                                        | Monica Niculescu      | Antonia Lottner       | 6–4, 6–2      |
| 2016                                                        | Ekaterina Alexandrova | Caroline Garcia       | 6–4, 6–0      |
| 2015                                                        | Caroline Garcia       | Louisa Chirico        | 6–1, 6–3      |
| 2014                                                        | Tereza Smitková       | Kristina Mladenovic   | 7–64, 7–5     |

### Duplas
| Ano                                                         | Campeãs                                   | Vice-campeãs                              | Resultado        |
| ----------------------------------------------------------- | ----------------------------------------- | ----------------------------------------- | ---------------- |
| 2024                                                        | Elsa Jacquemot Margaux Rouvroy            | Erika Andreeva Séléna Janicijevic         | 6–4, 6–3         |
| 2023                                                        | Cristina Bucșa Yana Sizikova              | Oksana Kalashnikova Maia Lumsden          | 6–4, 6–1         |
| 2022                                                        | Oksana Kalashnikova Marta Kostyuk         | Alicia Barnett Olivia Nicholls            | 7–5, 6–1         |
| 2021                                                        | Monica Niculescu Vera Zvonareva           | Estelle Cascino Jessika Ponchet           | 6–4, 6–4         |
| Torneio não realizado em 2020 devido à pandemia de COVID-19 |                                           |                                           |                  |
| 2019                                                        | Georgina García Pérez Sara Sorribes Tormo | Ekaterina Alexandrova Oksana Kalashnikova | 6–2, 7–63        |
| 2018                                                        | Veronika Kudermetova Galina Voskoboeva    | Timea Bacsinszky Vera Zvonareva           | 7–5, 6–4         |
| 2017                                                        | Valeria Savinykh Maryna Zanevska          | Chloé Paquet Pauline Parmentier           | 6–0, 6–2         |
| 2016                                                        | Elise Mertens Mandy Minella               | Anna Smith Renata Voráčová                | 6–4, 6–4         |
| 2015                                                        | Barbora Krejčíková Mandy Minella          | Margarita Gasparyan Oksana Kalashnikova   | 1–6, 7–5, [10–6] |
| 2014                                                        | Kateřina Siniaková Renata Voráčová        | Tímea Babos Kristina Mladenovic           | 2–6, 6–2, [10–5] |